# Paulino do Livramento Évora
Paulino do Livramento Évora, C.S.Sp (22 de junho de 1931 - 16 de junho de 2019) foi o primeiro bispo católico natural de Cabo Verde.

## Biografia
Foi ordenado sacerdote em 16 de dezembro de 1962, com 31 anos, em Portugal, após a formação nos Missionários Espiritanos, em Carcavelos, sendo também o primeiro dos espiritanos natural de Cabo Verde. Após a ordenação, trabalhou em Portugal antes de ser enviado para Angola, onde permaneceu até ser nomeado 33.º bispo da Diocese de Santiago de Cabo Verde, em 21 de abril de 1975.
A sua sagração episcopal ocorreu em 1 de junho de 1975, sendo consagrante principal D. Eduardo André Muaca, bispo de Malange, e co-consagrantes D. Francisco Esteves Dias, bispo de Luso, e D. Zacarias Kamwenho, bispo-titular de Tabla. Foi o primeiro bispo após a independência de Cabo Verde  e o último de todo o arquipélago de Cabo Verde, já que em 2003 a Diocese de Santiago de Cabo Verde foi desmembrada para criar a Diocese do Mindelo.
D. Paulino resignou à Sé de Santiago de Cabo Verde, por idade, em 22 de julho de 2009, tornando-se Bispo-Emérito. Faleceu perto de completar 88 anos, no convento das irmãs franciscanas em Achada de Santo António. Por sua importância na história do país, o governo de Cabo Verde decretou dois dias de luto nacional.